# Réadaptation cardiovasculaire à la suite d'un infarctus du myocarde
 (juin 2017).
- Si vous ne connaissez pas le sujet, laissez ce bandeau (vous pouvez alors contacter les auteurs).
- Si vous supprimez le contenu mis en cause (vous pouvez préalablement contacter les auteurs),

argumentez précisément cette suppression dans la page de discussion
(un manque de référence n'est pas un argument ; une recherche réelle de référence doit avoir été effectuée, être formellement documentée).

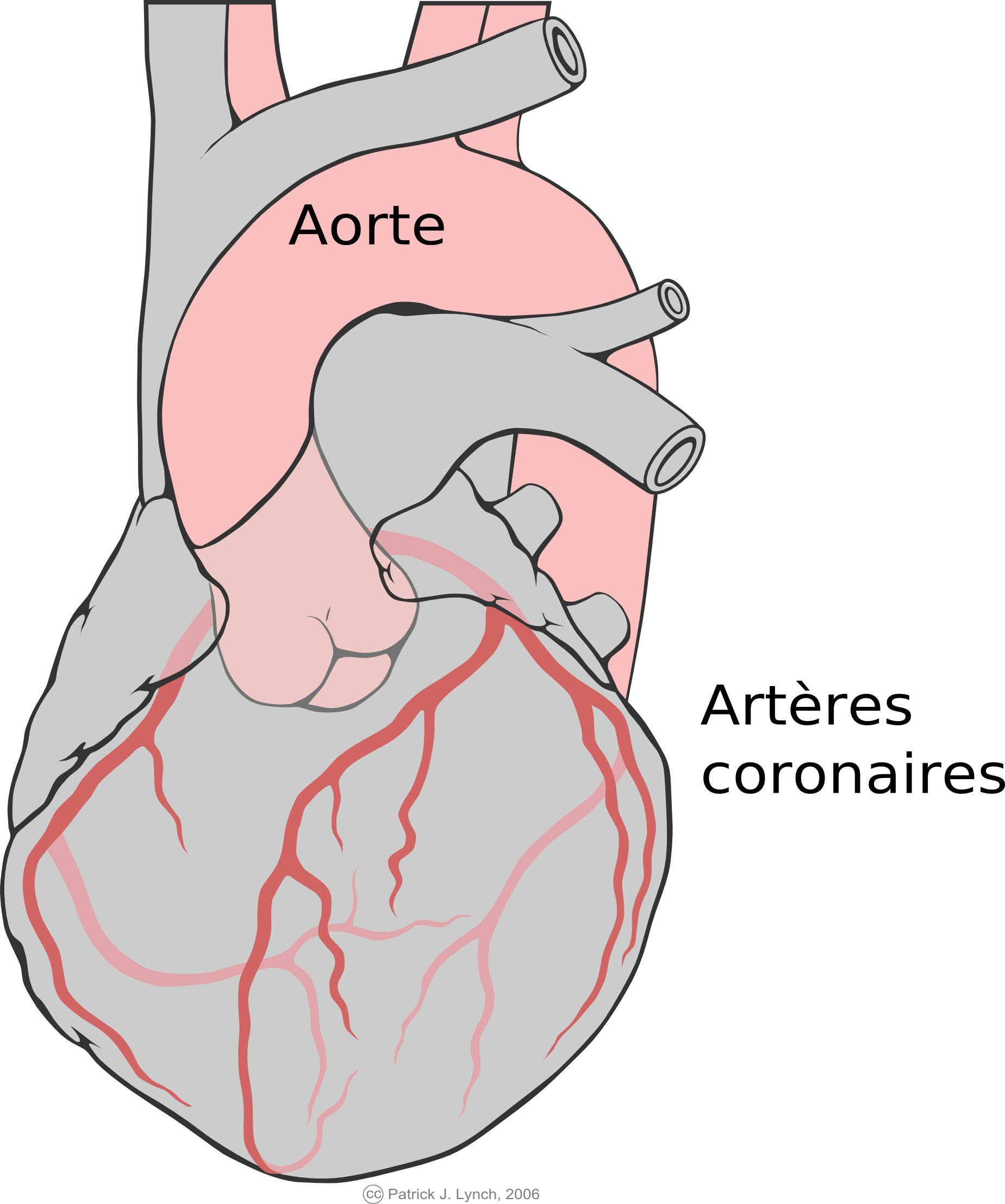
Artères coronaires :
Artère coronaire gauche
Artère coronaire droite

L'infarctus du myocarde, est déclenché par l’obstruction d’une artère coronaire qui alimente le cœur en sang et donc en oxygène. Bien que le coeur soit alimenté par plusieurs artères l'obstruction d'une artère diminue l'apport en oxygène (mais aussi en nutriments et en non évacuation des déchets) ce qui peut entraîner en fonction de la durée l'endommagement plus ou moins prononcé des cellules musculaires du cœur et in fine leur mort. Il s’agit d’une nécrose d'une partie du muscle cardiaque due à un défaut d'apport sanguin (ischémie). Cela entraîne des problèmes de contraction du cœur, se manifestant par des troubles du rythme, une crise cardiaque, voire l’arrêt du cœur. La seule solution est de déboucher l’artère le plus rapidement possible après le début des symptômes. 
La réadaptation cardiovasculaire fait partie du traitement des patients qui ont subi un infarctus du myocarde. Une à deux semaines après, elle commence dans un établissement spécialisé, puis est poursuivie en ambulatoire. La réadaptation est particulièrement importante : Elle diminue en moyenne de 30 % la mortalité liée aux maladies cardio-vasculaires.

## Infarctus du myocarde

### Définition
Un infarctus du myocardesurvient lorsqu'une zone du cœur ne reçoit pas assez de flux sanguin et est nécrosé. Un infarctus du myocarde est considéré comme une urgence médicale. Un infarctus du myocarde survient lorsque l'une des artères principales du cœur, en particulier les artères coronaires, est bouchée. Lorsque les artères deviennent de plus en plus étroites, il n'y a plus de circulation convenable du sang et de l'oxygène vers le cœur, et l’infarctus se produit. Souvent, il peut se produire soudainement, et sans signes avant-coureurs. Certaines causes identifiées incluent l'effort physique soudain, la maladie récente et le stress émotionnel.
Les infarctus du myocarde sont la principale cause de décès dans les pays industrialisés du monde. Aux États-Unis, il y a environ 450 000 décès chaque année. Maintenant, 95 % des patients hospitalisés avec un infarctus du myocarde survivront en raison de l'amélioration du temps d'intervention d'urgence et des techniques de traitement. Le risque d'avoir un infarctus augmente avec l'âge, mais 50 % des infarctus aux États-Unis se produisent chez les personnes de moins de 65 ans.
Depuis le début des années 1980, la reperfusion précoce de l'artère responsable de la nécrose par traitement thrombolytique ou angioplastie a modifié le pronostic de l'infarctus du myocarde et a permis d'en réduire la mortalité et les complications aussi bien à la phase aiguë qu'à distance. 

### Symptômes
Les crises cardiaques peuvent se produire différemment chacune. Certains commencent soudainement avec une douleur sévère ou d'autres symptômes, tandis que d'autres ont un début avec seulement une légère douleur. 
La douleur vers le centre de la poitrine est le symptôme le plus fréquent chez les patients. Cette douleur est généralement inconfortable. Le patient souffrant d'un infarctus du myocarde peut également ressentir des douleurs dans la mâchoire, l'épaule, les bras, l'estomac, le cou ou le dos. Les autres signes et symptômes fréquentsd'une crise cardiaque sont :
- Douleur thoracique récurrente
- Anxiété,
- Toux,
- Évanouissement,
- Étourdissements,
- Nausées et vomissements,
- Palpitations au niveau du cœur,
- Absence d'air,
- Transpiration.

L’infarctus peut aussi être considéré comme silencieux, ce qui veut dire qu’il n’y a donc aucun symptôme qui apparaissent. 

### Facteurs de risques
Un facteur de risque est une caractéristique d'un sujet qui augmente la probabilité de développer une maladie ou de souffrir d'un traumatisme.
Les facteurs de risque qui ne peuvent pas être modifiés :
- Âge (risque accru après 65 ans)
- Sexe (hommes à risque accru)
- Ethnicité (Afro-américains, Mexicains Américains, Amérindiens, Hawaïens et Asiatiques Américains à risque accru)
- Génétique.

Les facteurs de risque qui peuvent être modifiés :
- Fumeur
- Cholestérol élevé (alimentation, exercice et médication)
- Hypertension artérielle (alimentation, exercice et médication)
- Gestion des DM[Quoi ?]

### Conséquences
- Cardiovasculaire : Les dommages au cœur peuvent entraîner des effets graves sur le système cardio-vasculaire, notamment une diminution du flux sanguin périphérique, des arythmies cardiaques dangereuses, une insuffisance cardiaque congestive et un risque accru d'IM (Infarctus du Myocarde)
- Pulmonaire : Le système pulmonaire est également affecté par un IM parce qu'il y a une baisse du niveau de saturation en oxygène en raison du cœur endommagé. Souvent, un liquide s'accumule dans les poumons, ce qui peut entraîner des dommages ou une infection.
- Endocrine : Beaucoup de fois pendant un IM les niveaux d'insuline augmentent chez des individus, même s'ils n'ont pas le diabète. Un traitement pour contrôler l'augmentation de l'insuline est souvent requis.
- Tégumentaire : Souvent, ces personnes doivent subir une chirurgie cardiaque d'urgence, et les incisions doivent être surveillées pour éviter l'infection.

## Traitements

### Traitement thérapeutique
Le traitement thérapeutique est l'ensemble des moyens propres à lutter contre les maladies, à rétablir et préserver la santé.
Le traitement, après un infarctus du myocarde, commence tout d’abord par un contrôle étroit des facteurs de risque cardio-vasculaires comme l’arrêt du tabagisme, la perte de poids, la diminution du cholestérol, l’équilibre de la tension artérielle et/ou du diabète. En plus de ceci, le médecin prescrit des médicaments pour diminuer le cholestérol et les œdèmes. 

### Traitement ambulatoire
Le traitement ambulatoire désigne un traitement qui nécessite une hospitalisation de courte durée. Il permet de diagnostiquer, de traiter, de suivre un patient sans que celui-ci ne soit hospitalisé.

## Réadaptation cardiovasculaire
La réadaptation cardiaque contient 3 phases : 
- La phase 1  se réalise systématiquement à l'hôpital et peut durer de 7 à 14 semaines, tout dépend du rétablissement du patient.
- La phase 2  peut se faire dans des centres de réadaptation ou alors au sein de la famille. Elle peut durer de 4 à 12 semaines.
- La phase 3 : Rééducation tardive : Cette phase se poursuit tout le long de la vie à partir d’un mode de vie sain. Le patient doit, sous les conseils de spécialistes en cardiologie, améliorer sa tolérance à l’effort, diminuer la récurrence des événements coronariens et maintenir les effets thérapeutiques et de rééducation antérieurs.

La réadaptation se centre principalement sur la gymnastique. Après un infarctus du myocarde, un déséquilibre se crée entre le cœur droit et le cœur gauche.  
La partie droite du cœur peut assumer normalement sa fonction, qui est de récupérer le sang veineux des réservoirs périphériques et de le distribuer ensuite dans les poumons. Cependant, la partie gauche est quant à elle défaillante et ne peut par conséquent récupérer le sang oxygéné venant de la petite circulation et de le répartir dans tout l’organisme. 
En conséquence de cela, un engorgement progressif va se mettre en place, conduisant à la stase pulmonaire. À la suite de cela, il faut adopter une position particulière afin de favoriser la distribution du débit sanguin, et ainsi faciliter le travail du cœur gauche. Le patient doit par conséquent, se mettre en décubitus demi-assis. Avant de commencer toute rééducation, le kinésithérapeute doit se procurer l’autorisation du cardiologue.
Durant la prise en charge, on doit prendre quelques précautions, qui sont : 
Le traitement gymnique doit se faire seulement après la disparition totale de la douleur et lorsque la fréquence cardiaque est inférieure à 120.
La séance est immédiatement interrompue lorsque :
- la fréquence cardiaque varie de plus de 20 pulsations par minute,
- le patient se plaint de douleurs, vertiges, sueurs, nausées, fatigue, essoufflement lors de la séance.

En règle générale, le traitement commence le lendemain de l’infarctus. La gymnastique débute par des mouvements distaux mobilisant de petits groupes musculaires pour finir par des mouvements proximaux mobilisant cette fois-ci de grands groupes musculaires. Les séances se terminent par des exercices de respirations. 
Par la suite, le patient pourra commencer à se relever progressivement si le cardiologue l’autorise, et enfin des exercices de marche seront mis en place.
La prise en charge en kinésithérapie ne s’adresse pas à l’organe lésé proprement dit, elle a pour objectif de réduire les conséquences. 